# Iwan Tieniszczew
Iwan Iwanowicz Tieniszczew (ros. Ива́н Ива́нович Тенищев, ur. 21 stycznia 1921 we wsi Krugolesskoje w guberni stawropolskiej, zm. 12 lutego 2006 w Moskwie) – radziecki dowódca wojskowy, generał-pułkownik, Bohater Związku Radzieckiego (1945).

## Życiorys
Do 1940 studiował w Instytucie Pedagogicznym w Woroszyłowgradzie (obecnie Ługańsk), potem został wcielony do Armii Czerwonej. 1941 ukończył kursy wojskowe, po czym służył na Dalekim Wschodzie, potem w Kijowskim Specjalnym Okręgu Wojskowym. Po ataku Niemiec na ZSRR walczył na Froncie Zachodnim, m.in. w rejonie orszańskim. Później na tyłach wroga zorganizował oddział partyzancki, który atakował niemieckie garnizony w obwodzie mohylewskim oraz wykoleił ok. 30 niemieckich pociągów. Od 1942 szef sztabu oddziału partyzanckiego nr 3 w obwodzie mohylewskim, 1943 jego dowódca. Następnie jego oddział połączył się z regularną armią ZSRR, po powrocie w szeregi Armii Czerwonej brał udział w operacji białoruskiej, wiślańsko-odrzańskiej i pomorskiej; I. Tieniszczew był dwukrotnie ranny. Dowódca batalionu 1281 pułku strzeleckiego 60 Dywizji Strzeleckiej 125 Korpusu Strzeleckiego 47 Armii 1 Frontu Białoruskiego. Uczestnik szturmu na Berlin. 16 IV 1945 dowodzony przez niego batalion zdobył w walce 6 moździerzy, 6 karabinów maszynowych, granatnik i wziął 18 jeńców, następnego dnia w walce o Wriezen zdobył fabrykę materiałów wybuchowych, zabijając 200 Niemców i zdobywając 2 pistolety, 2 samochody, 10 dział i biorąc 8 jeńców, a 26 IV 1945 wyróżnił się podczas ataku na Gatow. Uchwałą Prezydium Rady Najwyższej ZSRR z 31 V 1945 za wzorowe wykonywanie zadań bojowych, dowodzenie i wykazywanie przy tym męstwa i heroizmu został uhonorowany tytułem Bohatera ZSRR. Po wojnie kontynuował służbę wojskową, 1950 ukończył Akademię Wojskową im. Frunzego w Moskwie, a 1962 Akademię Sztabu Generalnego im. Woroszyłowa. Od 1964 dowódca elitarnej Tamańskiej Dywizji Zmotoryzowanej, od 1968 zastępca dowódca, później dowódca armii w Grupie Wojsk Radzieckich w Niemczech. Od VII 1972 dowódca Centralnej Grupy Wojsk stacjonującej w Czechosłowacji, XI 1972 mianowany generałem-pułkownikiem, 1978 przeniesiony do rezerwy. Był inżynierem w jednym z moskiewskich instytutów badawczych. Deputowany do Rady Najwyższej ZSRR 9 kadencji.

## Odznaczenia
- Złota Gwiazda Bohatera ZSRR (1945)
- Order Lenina (dwukrotnie)
- Order Czerwonego Sztandaru (dwukrotnie)
- Order Wojny Ojczyźnianej I klasy (dwukrotnie - 11 marca 1945 i 11 marca 1985)
- Order Wojny Ojczyźnianej II klasy (21 października 1944)
- Order Czerwonej Gwiazdy (dwukrotnie)
- Order „Za służbę Ojczyźnie w Siłach Zbrojnych ZSRR” III klasy
- Medal Partyzantowi Wojny Ojczyźnianej I klasy (1942)
- Medal „Za zwycięstwo nad Niemcami w Wielkiej Wojnie Ojczyźnianej 1941–1945”
- Medal 100-lecia urodzin Lenina

Medale ZSRR i 5 odznaczeń zagranicznych.